# Bill Mollison
Bill Mollison (4. května 1928 Stanley, Tasmánie, Austrálie – 24. září 2016 Sisters Beach, Hobart, Tasmánie) byl australský vědec, přírodovědec a psycholog.
Společně s Davidem Holmgrenem je považován za „otce koncepce permakultury“. První publikace o permakultuře byla vydána v roce 1978. Bill Molison v této knize popsal svůj způsob života a také důvod, proč se žít jinak a vytvářet nový model společnosti. V roce 1991 byl natočen film o permakultuře, kde Bill Molison popsal funkčnost permakultury v různých klimatických pásmech. Učil lidi dovednosti vypěstovat si lokální jídlo.

## Dílo
výběr
- Permaculture: A Designers' Manual. Tagari Publications, 1988, ISBN 0-908228-01-5
- Permaculture One: A Perennial Agricultural System for Human Settlements, zus. mit David Holmgren. Eco-Logic Books / Worldly Goods, 1990, ISBN 0-908228-03-1
- Permaculture: A Practical Guide for a Sustainable Future. Island Press, 1990, ISBN 1-559630-48-5
- Introduction to Permaculture, Tagari Publications, 1994, ISBN 0-908228-08-2
- The Permaculture Book of Ferment and Human Nutrition (1993, Revised 2011) ISBN 978-0-908228-06-5
- Travels in Dreams: An Autobiography 1996, ISBN 978-0-908228-11-9